# La Junta
La Junta is een plaats (city) in de Amerikaanse staat Colorado, en valt bestuurlijk gezien onder Otero County.

## Demografie
Bij de volkstelling in 2000 werd het aantal inwoners vastgesteld op 7568.
In 2006 is het aantal inwoners door het United States Census Bureau geschat op 7242, een daling van 326 (-4,3%).

## Geografie
Volgens het United States Census Bureau beslaat de plaats een oppervlakte van
7,4 km², geheel bestaande uit land. La Junta ligt op ongeveer 1235 m boven zeeniveau.

## Plaatsen in de nabije omgeving
De onderstaande figuur toont nabijgelegen plaatsen in een straal van 32 km rond La Junta.

## Geboren in La Junta
- Ken Kesey (1935-2001), schrijver (o.a. One Flew Over the Cuckoo's Nest)